# Chapada dos Guimarães
Chapada dos Guimarães – miasto i gmina w Brazylii, w stanie Mato Grosso.